# Le Samyn 2018
De wielerwedstrijd Le Samyn werd in 2018 gehouden op 27 februari. De start was in Quaregnon, de aankomst in Dour. De Nederlander Niki Terpstra won de wedstrijd voor de tweede keer, hij won ook al in 2016.
De wedstrijd maakte deel uit van de UCI Europe Tour van dit seizoen, in de categorie 1.1, en was de eerste die dit seizoen in Wallonië werd verreden. De koers maakt tevens deel uit van het regelmatigheidscriterium Napoleon Games Cycling Cup. Door de winterse weersomstandigheden bereikten 63 van de 148 deelnemers de eindstreep.

## Mannen

### Parcours
Voor de 50ste editie van de wedstrijd werd beslist de wedstrijd een dag vroeger te organiseren, namelijk op dinsdag en niet op woensdag. De wedstrijd wordt gekenmerkt door de drie kilometer kasseien die liggen op de vier lokale ronden in Dour.

### Deelnemende ploegen
Aan Le Samyn mocht maximaal 50% van de deelnemende ploegen uit World Tour-teams bestaan, verder mochten ProContinentale- en continentale ploegen deelnemen. Drie World Tour teams verschenen aan de start: AG2R La Mondiale, Lotto Soudal en Quick-Step Floors. Er namen 21 teams aan de wedstrijd deel.
| WorldTour         | ProContinentaal              | Continentaal                   |
| ----------------- | ---------------------------- | ------------------------------ |
| Quick-Step Floors | Wanty-Groupe Gobert          | Cibel-Cebon                    |
| Lotto Soudal      | Sport Vlaanderen-Baloise     | Tarteletto-Isorex              |
| AG2R La Mondiale  | Veranda's Willems-Crelan     | AGO-Aqua Service               |
|                   | WB Veranclassic-Aqua Protect | T.Palm-Pôle Continental Wallon |
|                   | Cofidis, Solutions Crédits   | Roubaix Lille Métropole        |
|                   | Direct Énergie               | Differdange-Losch              |
|                   | Team Fortuneo-Samsic         | Sovac-Natura4Ever              |
|                   | Vital Concept Cycling Club   |                                |
|                   | Roompot-Nederlandse Loterij  |                                |
|                   | Aqua Blue Sport              |                                |
|                   | Unitedhealthcare PCT         |                                |

### Uitslag
| Plaats  | Naam                     | Ploeg                        | Tijd     |
| ------- | ------------------------ | ---------------------------- | -------- |
| Winnaar | Niki Terpstra            | Quick-Step Floors            | 4u47'48" |
| 2       | Philippe Gilbert         | Quick-Step Floors            | + 25"    |
| 3       | Damien Gaudin            | Direct Énergie               | + 46"    |
| 4       | Adrien Petit             | Direct Énergie               | + 1'16"  |
| 5       | Gediminas Bagdonas       | AG2R La Mondiale             | z.t.     |
| 6       | Alex Kirsch              | WB Veranclassic-Aqua Protect | z.t.     |
| 7       | Benoît Jarrier           | Fortuneo-Samsic              | + 1'59"  |
| 8       | Nico Denz                | AG2R La Mondiale             | z.t.     |
| 9       | Frederik Backaert        | Wanty-Groupe Gobert          | z.t.     |
| 10      | Alexandre Pichot         | Direct Énergie               | z.t.     |
| 11      | Amaury Capiot            | Sport Vlaanderen-Baloise     | + 2'08"  |
| 12      | Guillaume Van Keirsbulck | Wanty-Groupe Gobert          | z.t.     |
| 13      | Fabio Jakobsen           | Quick-Step Floors            | + 2'19"  |
| 14      | Jelle Mannaerts          | Tarteletto-Isorex            | z.t.     |
| 15      | Tanner Putt              | Unitedhealthcare             | z.t.     |
| 16      | Jonas Van Genechten      | Vital Concept Cycling Club   | z.t.     |
| 17      | Lionel Taminiaux         | AGO-Aqua Service             | z.t.     |
| 18      | Andrew Fenn              | Aqua Blue Sport              | z.t.     |
| 19      | Romain Cardis            | Direct Énergie               | z.t.     |
| 20      | Sean De Bie              | Veranda's Willems-Crelan     | z.t.     |

## Vrouwen
De zevende editie van Le Samyn des Dames werd gewonnen door de Nederlandse Janneke Ensing.
| Le Samyn des Dames 2018 |                         |                                    |          |
| Plaats                  | Naam                    | Ploeg                              | Tijd     |
| Winnaar                 | Janneke Ensing          | Alé Cipollini                      | 3u01'12" |
| 2                       | Floortje Mackaij        | Loving potatoes                    | + 04"    |
| 3                       | Lauren Kitchen          | FDJ Nouvelle-Aquitaine Futuroscope | z.t.     |
| 4                       | Soraya Paladin          | Alé Cipollini                      | z.t.     |
| 5                       | Natalie van Gogh        | Parkhotel Valkenburg               | + 08"    |
| 6                       | Sheyla Gutiérrez        | Cylance                            | + 30"    |
| 7                       | Nina Kessler            | Hitec Products                     | + 47"    |
| 8                       | Lorena Wiebes           | Parkhotel Valkenburg               | z.t.     |
| 9                       | Roxane Fournier         | FDJ Nouvelle-Aquitaine Futuroscope | z.t.     |
| 10                      | Marjolein van 't Geloof | Lotto Soudal Ladies                | z.t.     |

1968 · 1969 · 1970 · 1971 · 1972 · 1973 · 1974 · 1975 · 1976 · 1977 · 1978 · 1979 · 1980 · 1981 · 1982 · 1983 · 1984 · 1985 · 1986 · 1987 · 1988 · 1989 · 1990 · 1991 · 1992 · 1993 · 1994 · 1995 · 1996 · 1997 · 1998 · 1999 · 2000 · 2001 · 2002 · 2003 · 2004 · 2005 · 2006 · 2007 · 2008 · 2009 · 2010 · 2011 · 2012 · 2013 · 2014 · 2015 · 2016 · 2017 · 2018 · 2019 · 2020 · 2021 · 2022 · 2023 · 2024 · 2025